# ويليام جي. سترونج
ويليام جي. سترونج هو سياسي كندي، ولد في 21 يونيو 1819.